# Zagovor obrečёnnych
Zagovor obrečёnnych (Заговор обречённых) è un film del 1950 diretto da Michail Konstantinovič Kalatozov.